# David Ellett
David George John Ellett (* 30. März 1964 in Cleveland, Ohio) ist ein ehemaliger kanadischer Eishockeyspieler, der während seiner aktiven Karriere für die Winnipeg Jets, Toronto Maple Leafs, New Jersey Devils, Boston Bruins und St. Louis Blues in der National Hockey League auf der Position des Verteidigers spielte. Sein Vater Bob Ellett war ebenfalls ein professioneller Eishockeyspieler und unter anderem in der American Hockey League für die Cleveland Barons und Rochester Americans aktiv.

## Karriere
David Ellett begann seine Karriere im Jahr 1981 bei den Ottawa Jr. Senators in der Central Junior A Hockey League, ehe er 1982 ins Eishockeyteam der Bowling Green State University in die Central Collegiate Hockey Association wechselte. In insgesamt 83 Partien erreichte er 71 Punkte und erhielt 130 Strafminuten. Ellett wurde beim NHL Entry Draft 1982 von den Winnipeg Jets in der vierten Runde an insgesamt 75. Position ausgewählt. In der Saison 1984/85 lief er in 88 NHL-Spielen für die Jets auf und sammelte 44 Scorerpunkte. In den Play-offs wurden in der ersten Runde die Calgary Flames besiegt, bevor in der zweiten Runde in vier Partien gegen die Edmonton Oilers um die formstarken Wayne Gretzky, Jari Kurri und Paul Coffey das Ausscheiden aus dem Wettbewerb folgte. Zwei Jahre später traf Ellett mit den Jets in der zweiten Playoff-Runde erneut auf die Oilers und verlor wiederum die Serie in vier Spielen ohne einen einzigen Sieg. In der Saison 1987/88 stellte der Defensivspieler mit 61 Punkten sowie 116 Strafminuten seine Karriere-Rekorde auf. In den Playoffs scheiterte Ellett mit den Jets abermals gegen die Edmonton Oilers, die ihren vierten Stanley Cup innerhalb von fünf Jahren errangen.
Nachdem er auch in den folgenden zwei Jahren zum Stammkader des Teams zählte, gaben ihn diese am 10. November 1990 in einem Tauschhandel zusammen mit Paul Fenton im Austausch für Eddie Olczyk und Mark Osborne zu den Toronto Maple Leafs ab. Bei den Leafs nahm der Kanadier erneut eine wichtige Funktion ein und agierte in den folgenden sechs Jahren fast durchgehend als Stammspieler. Nachdem er sich mit dem in Toronto ansässigen Team in den ersten beiden Spielzeiten nicht für die Playoffs qualifizierte, stieß er in der Saison 1992/93 mit den Leafs bis in die Conference Finals vor. In der umkämpften Serie verlor die Mannschaft in Spiel sieben mit 4:5 gegen die Los Angeles Kings und verfehlte den Einzug in die Finalspiele um den Stanley Cup. Auch ein Jahr später unterlag Ellett mit dem Team in den Conference Finals, diesmal in fünf Partien gegen die Vancouver Canucks.
Am 25. Februar 1997 wurde der Abwehrspieler Bestandteil eines Tauschhandels, der zwischen den Maple Leafs und den New Jersey Devils vollzogen wurde. Zusammen mit Doug Gilmour und einem Drittrunden-Wahlrecht wechselte er im Austausch für Jason Smith, Steve Sullivan und Alyn McCauley zu den Devils. Der Kanadier ging in 30 Spielen für die Devils aufs Eis und verbuchte dabei zehn Punkte. Im Sommer 1997 ließen diese seinen Vertrag auslaufen, woraufhin Ellett als Free Agent bei den Boston Bruins unterzeichnete. Auch in Boston zählte der erfahrene Verteidiger zu den Stammkräften und absolvierte 150 NHL-Partien für die Bruins, in denen er 30 Scorerpunkte erreichte. Nach der Saison 1998/99 wurde sein Vertrag allerdings nicht verlängert und er entschied daraufhin, sich dem Team der St. Louis Blues anzuschließen. Dort verbrachte er noch eine Spielzeit, am 8. September 2000 gab er nach 1245 NHL-Spielen sein Karriereende bekannt.
Obwohl er in den Vereinigten Staaten geboren wurde und in den US-amerikanischen Kader für die Austragung des Canada Cups im Jahr 1987 berufen wurde, absolvierte er nie ein Länderspiel für die Eishockeynationalmannschaft der Vereinigten Staaten. Obwohl zwei Jahre später der damalige Cheftrainer der US-Auswahl Bob Johnson darauf bestand, dass Ellett für die USA aufzulaufen habe, entschied sich dieser dennoch für die kanadische Auswahl. Bei der Eishockey-Weltmeisterschaft 1989 absolvierte er sein erstes und einziges Turnier mit den Kanadiern. In zehn Spielen gelangen ihm vier Treffer und insgesamt sechs Scorerpunkte, zudem erhielt er 14 Strafminuten. Das Team beendete das Turnier auf dem zweiten Rang, die Weltmeisterschaft gewann die UdSSR.
David Ellett ist seit 2006 zusammen mit Brian Savage einer der Besitzer des Central-Hockey-League-Teams New Mexico Scorpions.

## Erfolge und Auszeichnungen
| - 1983 CCHA-Meisterschaft mit der Bowling Green State University - 1984 CCHA-Meisterschaft mit der Bowling Green State University - 1984 CCHA Second All-Star Team - 1984 NCAA Division-I-Championship mit der Bowling Green State University | - 1984 NCAA All-Tournament Team - 1989 NHL All-Star Game - 1992 NHL All-Star Game |

### International
- 1989 Silbermedaille bei der Weltmeisterschaft